# Galgmannen
Galgmannen är en svensk dramafilm från 1945 i regi av Gustaf Molander. Förlaga är en pjäs av Runar Schildt. I huvudrollerna ses Edvin Adolphson, Wanda Rothgardt och Inga Tidblad.

## Om filmen
Filmen hade premiär den 8 oktober 1945 på biograf Röda Kvarn vid Biblioteksgatan i Stockholm. Galgmannen har visats i SVT 1994 och 2000.

## Rollista i urval
- Edvin Adolphson – Christoffer Toll, kapten
- Wanda Rothgardt – Maria, kallad Mari, Tolls husmamsell
- Inga Tidblad – Elizavetha, generalska
- Hilda Borgström – gamla Kristin, hushållerska hos Toll
- Gunnel Broström – Natasja
- Hugo Björne – rysk general, Elizavethas man
- Olof Molander – rabbin
- Sigge Fürst – atlet vid cirkusen
- Alexander Baumgarten – Natasjas far, knivkastare vid cirkusen
- Axel Högel – Toivi, kusk hos Toll